# 横山歩
横山 歩（よこやま あゆむ、2008年7月31日 - ）は、日本の子役。
東京都出身。テアトルアカデミー→ATプロダクション所属。趣味・特技は、ヒップホップダンス、水泳、器械体操。

## 出演

### 映画
- おかあさんの木（2015年、東映） - 中国人のこども 役
- 星ガ丘ワンダーランド（2016年、ファントム・フィルム） - 須田寛樹 役
- ラストコップTHE MOVIE（2017年 5月3日、松竹）
- 昼顔（2017年6月10日、東宝）
- コーヒーが冷めないうちに（2017年）
- 辻口博啓ドキュメンタリー映画『LE CHOCOLAT DE H』博啓(幼少期)役
- 七人の秘書 THE MOVIE（2022年、東宝）ハヤト役

### テレビドラマ
- ビター・ブラッド〜最悪で最強の親子刑事〜 第1話（2014年4月15日、フジテレビ） - 男の子 役
- サイレント・プア（2014年4月29日、NHK） - 石田陽介 役
- 連続テレビ小説 花子とアン（2014年、NHK） - 村岡歩 役[4]
- 世にも奇妙な物語（フジテレビ）
  - 世にも奇妙な物語 '14秋の特別編「冷える」（2014年10月18日） - アツシ 役
  - 世にも奇妙な物語 25周年記念!秋の2週連続SP「ハイ・ヌーン」（2015年11月21日） - 子供 役
- 新・刑事吉永誠一 第4話（2014年11月7日、テレビ東京） - 冨樫宏哉 役
- 保育探偵25時〜花咲慎一郎は眠れない!! 第1、4話（2015年1月 - 3月、テレビ東京） - 奥田空 役
- 問題のあるレストラン 第8・10話（2015年1月 - 3月、フジテレビ） - 雨木周太郎 役
- マザー・ゲーム〜彼女たちの階級〜（2015年4月14日 - 6月16日、TBS） - 蒲原陽斗 役
- 37.5℃の涙（2015年7月9日 - 9月17日、TBS） - 篠原健太 役
- いつかティファニーで朝食を（2015年10月 - 12月、日本テレビ）- 那須理人 役
  - いつかティファニーで朝食を Season2(2016年1月-3月、日本テレビ) - 那須理人 役
- ダメな私に恋してください 第4話（2016年2月2日、TBS）
- ぼくのいのち（2016年3月23日、読売テレビ・日本テレビ） - 川田祐平 役[5][6]
- ドクターカー（2016年4月 - 6月、読売テレビ） - 天童一太郎 役[7]
- HiGH＆LOW Season2 第1・2話 (2016年4月14日・21日、日本テレビ) - 琥珀（幼少期）役
- 私 結婚できないんじゃなくて、しないんです 第9・最終話（2016年6月10日・17日、TBS） - 杉野晴斗 役
- はじめまして、愛しています。（2016年7月14日 - 9月15日 、テレビ朝日） - 梅田一 役[8][9]
- ドクターX〜外科医・大門未知子〜 第4期 第5話（2016年11月10日、テレビ朝日） - 五島翔太 役
- THE LAST COP/ラストコップ 第10・最終話（2016年12月3日 日本テレビ） - マナト役
- スーパーサラリーマン左江内氏（2017年1月14日 - 3月18日、日本テレビ） - 左江内もや夫 役[10][11]
- あなたにドロップキックを（2017年、NHK）
- フランケンシュタインの恋　第6話（2017年5月28日、日本テレビ）
- 過保護のカホコ　第7話 - 第10話（2017年8月23日 - 9月13日、日本テレビ） - 北野保 役[12]
  - 過保護のカホコ〜2018 ラブ&ドリーム（2018年9月19日、日本テレビ） - 北野保 役[13]
- 居酒屋ふじ 第11話（2017年9月17日、テレビ東京） - 足利宏次郎 役
- トットちゃん! 第3週（2017年10月18日・19日・20日、テレビ朝日） - 福元郁夫 役
- 特命刑事 カクホの女（2018年2月9日、テレビ東京） - 加山翔太 役
- 科捜研の女  season17 第13話（2018年2月15日、テレビ朝日） - 滝沢昴 役
- 眠狂四郎 The Final（2018年2月17日、フジテレビ） - 小弥太 役
- 大岡越前 4 最終回（2018年3月2日、BSプレミアム） - 清吉 役
- 警視庁・捜査一課長 season3  第7話（2018年5月24日[14]、テレビ朝日）  - 誠 役[15]
- 警視庁ゼロ係〜生活安全課なんでも相談室〜 THIRD SEASON 第1話（2018年7月20日･27日、テレビ東京） - 実相寺忠[16]（少年期） 役
- 今日から俺は!! 第7話（2018年11月25日、日本テレビ）[17] - 小学生 役
- コールドケース 〜真実の扉〜 第10話（2018年、WOWOW） - 木村陸 役
- 神酒クリニックで乾杯を 第1・2話（2019年、テレビ東京） - 中川翔太 役
- 家政夫のミタゾノ3 最終回（2019年6月7日、テレビ朝日） - 飯田華瓶 役
- 騎士竜戦隊リュウソウジャー　第20話 (2020年8月4日、テレビ朝日)　- 恭平 役
- Re:フォロワー 第3話（2019年10月20日、朝日放送） - 馬形陽一役
- ウルトラマンタイガ 第22話（2019年11月30日、テレビ東京） - シンジ 役
- おもひでぽろぽろ（2021年1月9日、NHK BSプレミアム・NHK BS4K）
- きよしこ（2021年3月20日、NHK総合） ‐ 白石清（小学校5年時） 役[18]
- 二月の勝者-絶対合格の教室-（2021年10月16日 - 12月18日、日本テレビ） - 石田王羅 役[19]
- 石子と羽男-そんなコトで訴えます?- 第2話（2022年7月22日、TBS） - 北野栄一 役
- マウンテンドクター 第2話（2024年7月15日、関西テレビ・フジテレビ） - 野口大地 役[20]
- 仮面ライダーガヴ 第25話・第26話（2025年3月2日・9日、テレビ朝日） - 源浩二 役

### 配信ドラマ
- リニューアル家族（2018年4月16日、日清ヨーク on YouTube）-主演 十里新太郎役
- 二月の勝者〜胸騒ぎの自習室〜（2021年11月20日配信、Hulu） - 石田王羅 役[21]

### テレビ番組
- スッキリ（2017年、日本テレビ） - HARUNAまとめに出演
- 超入門!落語 THE MOVIE
  - 『めがね泥』（2018年2月8日、NHK総合）- 定吉役
  - 古今亭志ん生SP『火焔太鼓』（2023年12月30日、NHK BSプレミアム4K、NHK BS） - 小僧 役
- 趣味どきっ!「たのしく防災！はじめてのキャンプ」（2019年6月 - 8月、NHK Eテレ） - レギュラー
- THE突破ファイル（2020年8月13日、日本テレビ）
- 美の壺「光と風の物語 窓」（2021年8月20日、NHK BSプレミアム）- 少年 役[22]

### ミュージックビデオ
- Guiano『Good Style』（2024年）

### CM
- アース製薬「アース渦巻香」
- コカ・コーラ「アクエリアス」
- 任天堂「ニンテンドー3DS用ソフト マリオ&ルイージRPG ペーパーマリオMIX」
- JA『よい食プロジェクト』
- 日清ヨーク『十勝のむヨーグルト』
- セブンイレブン『セブンイレブンアプリ』

### 声の出演
- 幸せのプリン（NHK　趣味どきっ）
- 虐待撲滅キャンペーン　もしかして…？